# Olmeta-di-Capocorso
 Olmeta-di-Capocorso  là một xã ở tỉnh Haute-Corse trên đảo Corse, Pháp. Xã này có diện tích 21,57 km², dân số năm 1999 là 112 người. Khu vực này có độ cao 200 mét trên mực nước biển.